# Estatua viviente

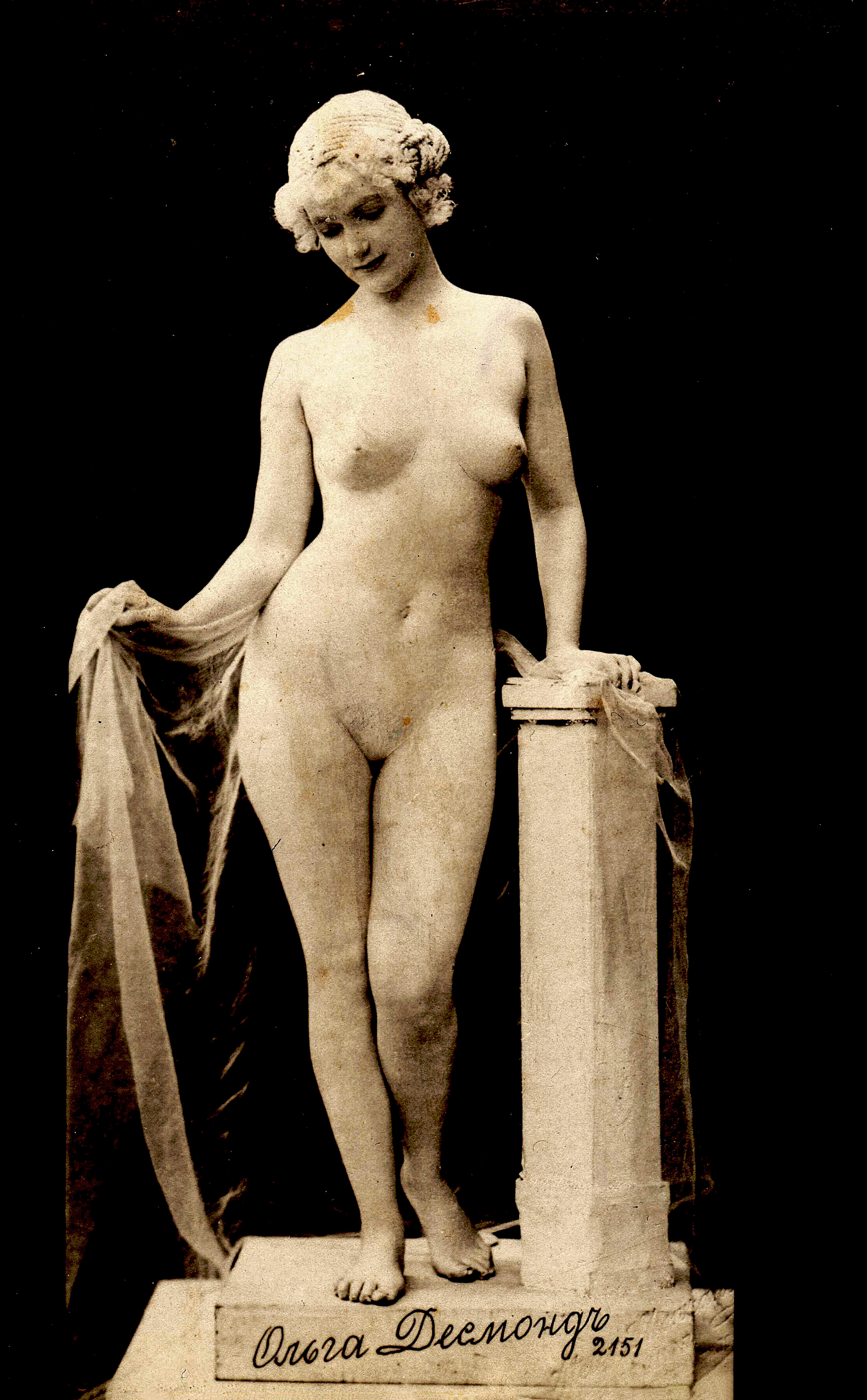
Olga Desmond desnuda con un lienzo y pedestal.

El término estatua viviente se refiere a un artista de calle que posa como una estatua o maniquí, normalmente con maquillaje imitador de estatuas, que a veces los lleva muchas horas de conseguir.
Los intérpretes de estatuas vivientes suelen intentar engañar a los peatones. A veces, algunos espectáculos de cámara oculta de la televisión han utilizado estatuas vivientes para atraer a las personas objetivo del show. Mientras actúan, los intérpretes de estatua viviente pueden actuar como hacen los actores de "busking".

## Historia
El tableau vivant, o grupo de estatuas vivientes, era una característica regular de las festividades medievales y del Renacimiento, entre ellas, las llegadas reales de los gobernantes en las ciudades. Típicamente un grupo de personas montaba una escena sobre un escenario decorado, colocado en la ruta de la comitiva, simulando un monumento. Una estatua viviente apareció en una escena de la película francesa de 1945 Las enfants du paradis (Los hijos del Paraíso), entre los pioneros hay los artistas de Londres Gilbert y George en los años 1960. En los primeros años del siglo XX, la bailarina alemana Olga Desmond participó en “Vísperas de Belleza” (Schönheitsabende) en la que posó desnuda imitando obras clásicas de arte ('fotografía viviente').
En 1987, António Santos aka Staticman comienza sus creaciones de estatuas vivientes en la calle (Rambla, Barcelona) y en 1988 bate el récord Guinness de inmovilidad (15h, 2min, 55 seg), con sus presentaciones por toda Europa va ganando adeptos y hoy las estatuas vivientes están presentes en muchas de las calles de las ciudades de nuestro mundo.

## Acontecimientos

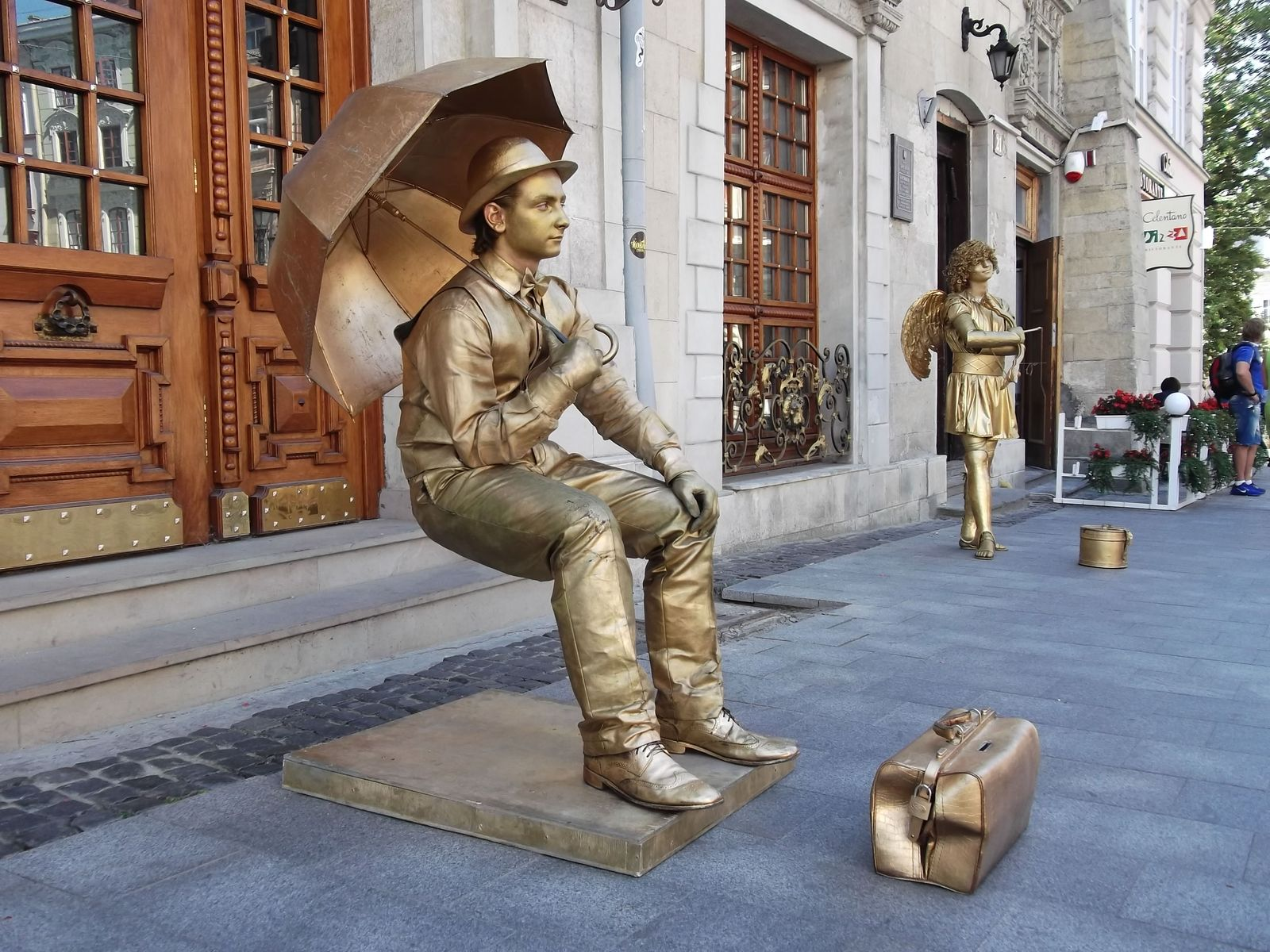
Dos artistas de estatua viviente en Ucrania.

El Campeonato Mundial de estatuas vivientes se lleva a cabo anualmente en Arnhem (Países Bajos). En 2011, el festival tuvo lugar del 28 al 29 de agosto, con alrededor 300 000 visitantes y 300 estatuas vivientes (incluyente forofos y niños) La Universidad de Ciencias Empresariales y Sociales de la ciudad de Buenos Aires, Argentina organiza una Competición Nacional de Estatuas vivientes desde el año 2000.

## Actuación en la calle
Actuar como estatua viviente es una forma prevaleciendo de busking, especialmente en lugares con un nivel alto de turistas. Un intérprete de estatua viviente escogerá un lugar estratégico, preferentemente uno con un nivel alto de tráfico de peatones. El intérprete crea la ilusión de una completa congelación de imagen como en el caso del Bullet time. A veces, los peatones no llegan a ver que la estatua es una persona real, hecho que a menudo les causa sorpresa cuando el intérprete les hace un pequeño gesto (como hacer guiño o asentir con la cabeza). El objetivo de un busker es crear momentos de interacción con los peatones . La cantidad de dinero recaudado en un día por el intérprete, depende de su habilidad de interaccionar eficazmente con la multitud.